# Важаров, Кирил
Кирил Михайлов Важаров (болг. Кирил Михайлов Въжаров; 18 февраля 1988, София — 18 апреля 2009, там же) — болгарский хоккеист, игравший на позиции вратаря.

## Карьера
Выступал за болгарский клуб «Славия» из Софии, в составе которого трижды становился чемпионом Болгарии. Дебютировал в его составе в сезоне 2004/2005, завоёвывал титулы чемпиона в 2005, 2008 и 2009 годах, а также становился вице-чемпионом страны 2006 года и завоёвывал дважды кубок страны. В составе сборной играл с 2008 по 2009 годы в группе С.

## Смерть[2]
18 апреля 2009 вместе со своим другом Василом Александровым, у которого был день рождения, Кирил находился на одной из дискотек Софии. Там завязалась драка, в результате которой Важарова и Александрова зарезал ножом неизвестный, также был ранен ещё один человек. Убийца скрылся с места преступления на такси, однако его задержала полиция в Пернике. Виновным оказался 24-летний Илиян Тодоров. В 2012 г. Софийский городской суд признал Тодорова невиновным. В апреле 2013 г. апелляционный суд признал Тодорова виновным, приговорив к пожизненному заключению. Данная инстанция не является последней.
После смерти Кирила был создан фонд помощи детям хоккеистам. Первый взнос в этот фонд составила премия Кирила от победы в матче с Мексикой.